# 介休窑
介休窯，宋金時期北方定窯及磁州窯系民窯。窯場創制於宋代，延續時間很長，有著將近千年的燒製歷史。窯址在山西省晉中市介休市洪山鎮。亦稱「洪山窯」。窯場遺留物以白釉為主，造型及印花裝飾明顯受到北宋定窯影響；劃花、剔花、白釉黑花、白釉褐花則是受到磁州窯影響。

## 歷史
宋代當地製瓷業已經極為發達，官府在此設立衙門收稅，為北宋瓷器稅少見的實例。